# Eaten Alive (nummer)
Eaten Alive is een nummer van de Amerikaanse zangeres Diana Ross uit 1985. Het is de eerste single van haar gelijknamige studioalbum. Michael Jackson, die het nummer mede geschreven heeft, zingt mee in het nummer.
Het nummer flopte in de Amerikaanse Billboard Hot 100 met een 77e positie. In de Nederlandse Top 40 haalde het een bescheiden 26e notering, en in de Vlaamse Radio 2 Top 30 haalde het nummer 24e.